# A-Rosa Sena
Die A-Rosa Sena ist ein 2022 in Dienst gestelltes Flusskreuzfahrtschiff der A-Rosa Flussschiff in Rostock. Das Schiff wird für Flusskreuzfahrten auf dem nördlichen Rhein eingesetzt und ist das größte Flusskreuzfahrtschiff Europas.

## Geschichte
Die A-Rosa Sena wurde im Jahr 2019 mit geplanter Ablieferung im Jahre 2021 und einer Option für ein Schwesterschiff mit Ablieferung 2023 bei der Concordia-Damen-Werft bestellt. Ursprünglich sollte die Schauspielerin, Sängerin und A-Rosa-Markenbotschafterin Yvonne Catterfeld als ihr drittes Schiff der Reederei am 14. Mai 2022 als Taufpatin dienen. Stattdessen wurde die Taufe am 18. Juni durch Clara Eichler, die Tochter des A-Rosa-Geschäftsführers Jörg Eichler, vorgenommen und die Jungfernfahrt des Schiffes begonnen, die ursprünglich für den 28. Mai, zuvor für den 21. Mai vorgesehen war.
2023 erhielt das Schiff im Rahmen der Kreuzfahrt Guide Awards 2023 die Auszeichnung „Flussschiff des Jahres“.

## Ausstattung
Die A-Rosa Sena verfügt über drei Restaurants, fünf Bars und drei Pools. Auf dem Oberdeck befinden sich bugseitig die „Sena Bar“ sowie das Spezialitätenrestaurant „The Winery“. Davor ist eine großflächige Außenterrasse zu finden. Mittschiffs findet sich hinter dem Treppenhaus die Café-Bar sowie sechs Suiten mit Balkon, am Heck das Spezialitätenrestaurant „Sena Grill“, das Buffet- und Hauptrestaurant „A-Rosa Market“ und der, ursprünglich als À-la-carte-Bereich geplante, „Pavilion“ sowie dahinterliegend ein Außenbereich. Auf dem Mittel- und dem Hauptdeck befinden sich 122 Balkonkabinen. Das Unterdeck verfügt über den Spa- und Wellness-Bereich „Spa-Rosa“ sowie zwölf Familienkabinen mit jeweils fünf Betten und Fenstern.

## Technik

### Größe
Anders als zahlreiche andere Flusskreuzfahrtschiffe hat die A-Rosa Sena statt der üblichen 11,40 m oder 11,45 m eine Breite von 17,70 m und verfügt über ein zusätzliches fünftes Deck, was auf europäischen Flüssen ebenfalls eine Neuheit darstellt und das Schiff zum größten europäischen Flusskreuzfahrtschiff macht. Durch niedrige Brücken oder Schleusen beschränkt dies die angebotenen Reisen auf den Rhein nördlich von Köln.

### Antrieb
Die A-Rosa Sena verfügt über einen hybriden dieselelektrischen und elektrischen Antrieb mit Batteriespeicher. Zusätzlich besteht die Möglichkeit eines Anschlusses an Landstromanlagen. Für seinen Antrieb erhielt das Schiff den „Deutschen Award für Nachhaltigkeitsprojekte 2022“ des Deutschen Instituts für Service-Qualität und den „Green Award Gold“ der Green Award Foundation.